# Opéra et théâtre Madlenianum
L'Opéra et théâtre Madlenianum (en serbe cyrillique : Опера и театар Мадленијанум ; en serbe latin : Opera i teatar Madlenijanum) est une salle de spectacle située à Belgrade, la capitale de la Serbie, dans la municipalité urbaine de Zemun. Il présente des opéras, des ballets, des pièces de théâtre, des comédies musicales et des concerts.
Le Madlenianum est situé 32 rue Glavna, la rue principale de Zemun, dans le quartier ancien classé de la ville,.

## Histoire
Le Madlenianum a été fondé le 25 décembre 1997 en tant que salle de spectacle privée par Madlena Zepter, la femme de l'homme d'affaires serbe Philip Zepter ; il doit son nom à sa fondatrice. Il a ouvert ses portes le 26 janvier 1999 dans le bâtiment qui abritait auparavant la seconde scène du Théâtre national de Serbie. Des travaux de reconstruction ont été réalisés et la nouvelle salle, complètement transformée, a ouvert au public le 19 avril 2005.

## Productions et répertoire
Le Madlenianum a été inauguré par une représentation de l'opéra Il matrimonio segreto de Domenico Cimarosa. Depuis, plusieurs opéras ont été inscrits au programme ou au répertoire de la salle : The Rape of Lucretia de Benjamin Britten, Il signor Bruschino de Rossini, Die Kluge de Carl Orff, Dvě vdovy (Les deux Veuves) de Smetana, Così fan tutte de Mozart, Les Contes d'Hoffmann de Jacques Offenbach, La Traviata de Verdi, Madame Butterfly de Puccini, Le Journal d'Anne Frank de Grigori Frid, The Telephone et The Medium de Gian Carlo Menotti, Mandragola d'Ivan Jevtić, Rita ou le Mari battu de Donizetti et Angélique de Jacques Ibert, Pagliacci de Leoncavallo et Die Zauberflöte de Mozart (dans une version abrégée).
Le théâtre a également produit des ballets : Orfeij u podzemlju (Orphée aux Enfers) et  de Krunislav Simić, Nižinski - Zlatna ptica (Nijinski - L'Oiseau de feu) de Gordan Dragović, Liederabend de Duška Sifnios et Vladimir Logunov, sur une musique de Gustav Mahler, Triptych de Ramon Oller, Wolfgang Amadé de Renato Zanella, Praznik ljubavi (La Célébration de l'amour) d'Aleksandar Ilić ou le Severna bajka (Conte du Nord) de Staša Zurovac.
Parmi les pièces de théâtre, on peut citer Nikola Tesla de Miloš Crnjanski, Ledeni svitac (Luciole de glace) de Vladan Radoman, Don Quichotte de Mikhaïl Boulgakov, Prométhée enchaîné d'Eschyle, Frida Kahlo de Sanja Domazet, Quartet de Ronald Harwood, La Dame de chez Maxim de Georges Feydeau, Ožalošćena porodica (La Famille endeuillée) de Branislav Nušić,  Miris kiše na Balkanu (L'Odeur de la pluie sur les Balkans) de Gordana Kuić, Cat on a Hot Tin Roof de Tennessee Williams, Attends-moi au ciel, mon amour de Fernando Arrabal, L'Été indien d'Ivan Tourgueniev, Breakfast at Tiffany’s d'après Truman Capote et Tajna Grete Garbo (Le Secret de Greta Garbo) de Miro Gavran.
Le Madlenianum a également donné des représentations de la comédie musicale Les Misérables de Claude-Michel Schönberg.